# Aqraba
Aqraba (Arabisch: عقربة) is een Palestijns dorp in het gouvernement Nablus, achttien kilometer ten zuidoosten van Nablus in het noorden van de Westelijke Jordaanoever. Volgens de Palestinian Central Bureau of Statistics (PCBS), had Aqraba in 2007 8180 inwoners.
Nabijgelegen gehuchten rondom Aqraba zijn al-Arama, al-Kroom, Abu al-Reisa, al-Rujman, Firas Al-Din en Tel al-Khashaba. De totale bevolking van deze gehuchten wordt geschat op 500.

## Bestuur
Tijdens de Oslo-akkoorden is bepaald dat de woonkern van het dorp (gelegen op een berg) in Zone B ligt, waardoor de Palestijnse Nationale Autoriteit er de controle heeft over administratieve en civiele zaken. Het grootste gedeelte van de Aqraba's landbouwgrond in de vallei kwam in Zone C te liggen, dat onder Israëlische controle staat. Het dorp wordt bestuurd door een gemeenteraad, bestaande uit elf leden, waaronder de burgemeester. In de Palestijnse gemeenteraadsverkiezingen van 2005, won de lijst Toekomstig Palestina de meerderheid van de zetels (zes), terwijl de lijst al-Islamiya vijf zetels won. Jawdat 'Abd al-Hadi werd verkozen tot burgemeester.
In 1972 is nabij Aqraba de Israëlische nederzetting Gittit opgericht.